# Wisaginia (przystanek kolejowy)
Wisaginia (lit. Visaginas, ros. Висагинас) – przystanek kolejowy w pobliżu miejscowości Wisaginia, na granicy rejonów jezioroskiego i wisagińskiego, na Litwie. Leży na linii dawnej Kolei Warszawsko-Petersburskiej.